# Success & Failure
Success & Failure é um álbum do rapper Chingy, lançado a 7 de setembro de 2010. À data de 2024, é o último álbum de Chingy. Foi o único dos cinco álbuns do rapper de St. Louis a não entrar na Billboard 200, embora tenha chegado ao n.º 84 da tabela Billboard R&B/Hip-Hop Albums. 

## Singles
- "Iced Out", com 8Ball, foi lançado oficialmente para esse álbum no dia 11 de maio de 2010.
- "Anythang", com Lil' Flip, foi lançado dia 1 de junho de 2010 e é o segundo single oficial deste álbum.

## Faixas
A lista das faixas abaixo foram confirmada pelo site HHGlobalizado.
1. "The Haters"     1:04
2. "Iced Out" (featuring 8Ball)   3:15
3. "Thurr Dey Go"     3:39
4. "Ya Hear Me"     0:55
5. "Git It Boy"     4:09
6. "All I Know"     3:58
7. "Drop a Dime"     0:43
8. "Feelin Like a Million"     3:25
9. "Anythang" (featuring Lil' Flip)   3:45
10. "Money Brought Me Back"     4:32
11. "Diamonds"     3:53
12. "Set It Out"     3:15
13. "Take Me"     4:03
14. "How It Goes"